# Le Feu qui venait du ciel

Le Feu qui venait du ciel est un téléfilm américano-allemand réalisé par David Giancola et diffusé en 2001.

## Fiche technique
- Titre original : Lightning: Fire from the Sky
- Scénario : David Hunter
- Durée : 91 min
- Pays :  États-Unis,  Allemagne

## Distribution
- John Schneider : Tom Dobbs
- Jesse Eisenberg : Eric Dobbs
- Michele Greene : Barbara Dobbs
- Gary Sandy : Luke
- Barbara Crampton : Maire Sylvia Scott
- Stacy Keach : Bart Pointdexter
- Chase Masterson : Anna
- Erika Thomas : Chloe
- John James : Porter Randall
- Tim McKay : docteur Fitzhugh
- Miles Chapin (en) : Giles
- Joshua J Masters : homme en ligne n°2
- Peter L. Beckwith Sr. : Slocum
- Paul Schnabel : Marty